# 萊比亞萊姆州
5°42′47″N 10°03′54″E / 5.71306°N 10.06500°E

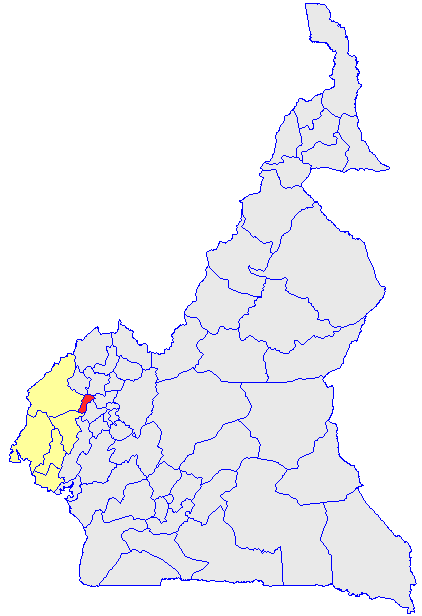

萊比亞萊姆州（Lebialem）是喀麦隆的一个州。